# Bischofsschloss Fürstenwalde
Das Bischofsschloss Fürstenwalde, auch Bischofsburg genannt, liegt im Zentrum der Stadt Fürstenwalde/Spree gegenüber dem Dom. Nach Jahren des Verfalls wurde es seit Januar 2011 saniert und ist seit März 2013 fertiggestellt. Ein Teil wird als Restaurant genutzt und ist damit öffentlich zugänglich.

## Geschichte
Nach seiner Gründung im 13. Jahrhundert entwickelte sich Fürstenwalde rasch zu einer der wohlhabendsten Städte der Mark Brandenburg. Der Landeshauptmann Friedrich von Lochem ließ 1353 eine Burg als Teil der Stadtbefestigung errichten. Bischofssitz war damals noch Lebus. Nach der Zerstörung des Lebuser Doms beschloss das Domkapitel im Jahr 1373 in Frankfurt, den Bischofssitz nach Fürstenwalde zu verlegen. Der Beschluss beschreibt den neuen Sitz als "die anmuthige und volkreiche, mit Mauern, Thürmen, Befestigungen und Wallgräben stark und wohlversehene Stadt Fürstenwalde". Zwölf Jahre später gab der Papst dazu die Zustimmung. Seit 1389 war Fürstenwalde damit Bischofssitz und die Burg Teil der bischöflichen Residenz.
Der erste Fürstenwalder Bischof, Johann V. (von Borschwitz), vom Papst 1397 berufen, baute die Burg aus. Er wurde bekannt, weil er sich vehement für die Verurteilung des Vorreformators Jan Hus einsetzte. Die Taboriten, ein radikaler Flügel der Hussiten, griffen auf ihren Kriegszügen auch Fürstenwalde an und zerstörten und plünderten den Dom. 1446 begann der Neuaufbau des St.-Marien-Doms mit seinem 68 Meter hohen Turm.
In der Reformationszeit gab es mehrjährige Auseinandersetzungen zwischen dem Bischof und den Protestanten. Georg von Blumenthal, 1524 zum Bischof von Lebus ernannt, kämpfte besonders gegen die Reformation. 1528 entkam er knapp einem Überfall durch märkische Adlige auf das bischöfliche Schloss. Die Angreifer plünderten Schloss, Dom und Stadt. Martin Luther missbilligte diesen Überfall. Der Adel tendierte zunehmend zum evangelischen Glauben oder duldete ihn zumindest. So durften auch Protestanten in Fürstenwalde predigen, zunächst in der Heiligengeistkirche, seit 1567 auch im Dom. Der Bischof und die Domherren verloren zunehmend ihren Einfluss und verzichteten 1598 auf ihre Güter zugunsten einer Leibrente.
Fürstliche Amtsleute verwalteten daraufhin die Güter des Bistums, wobei das Bischofsschloss Sitz eines solchen Domänenamtes war. 1576 brannte es nieder und wurde künftig nur notdürftig erhalten.

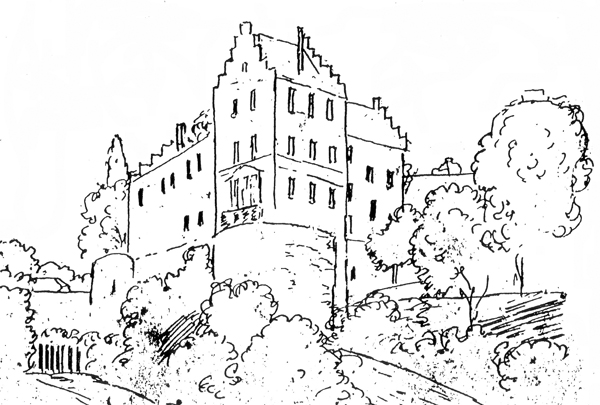
Bischofsschloss auf einer Zeichnung von 1927

Der Hauptteil des eigentlichen Schlosses verschwand um 1850. An seiner Stelle entstand ein Fabrikbau, der zunächst als Brauerei, später als Öl- und Speisefettfabrik diente. Nach dem Ersten Weltkrieg war das Gebäude zunächst ein Kaufhaus, zwischen 1947 und 1990 beherbergte es Lager- und Verwaltungsräume des Staatlichen Großhandels der DDR. Nach der Wende nahm sich der Bildhauer und Keramiker Friedrich Stachat des Fabrikbaus an und entwickelte zusammen mit dem Kulturverein und der Stadt das heutige Kulturzentrum.
Nach dem Abriss des eigentlichen Schlosses blieb der burgartige Teil bestehen. Direkt am Burggraben lag er als Teil der alten Stadtbefestigung. Die noch Ende des 19. Jahrhunderts auf einer Fotografie sichtbaren kleinen Fenster in Richtung des Grabens dokumentieren den Festungscharakter. Weitere Hinweise auf die Funktion des Baus sind Teile der alten Stadtmauer auf dem Grundstück sowie das Weichhaus, das wieder freigelegt wurde. Ein Weichhaus (oder Wiekhaus) ist eine mittelalterliche Befestigungsanlage. Der alte Burggraben verschwand durch Aufschüttung erst in den 1960er Jahren. Weiteres Zeichen der ehemaligen Aufgabe des Baus ist der Turmsockel, den man durch einen kreisrunden Raum im Keller noch erkennen kann.

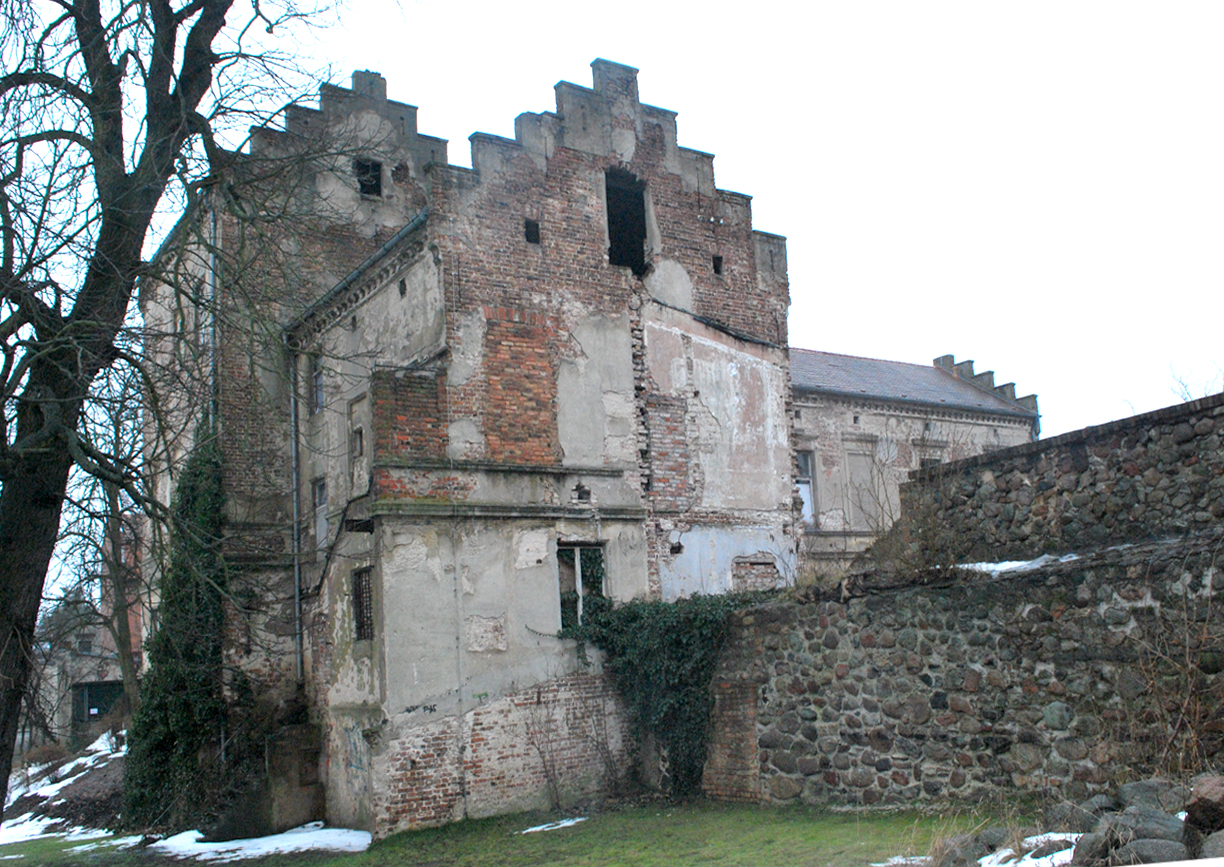
Bischofsschloss vor der Sanierung im Januar 2011

Das Gebäude gehörte zunächst zur Fabrik, wurde dann 1891 in ein Wohnhaus umgebaut. Ein weiterer Umbau, bei dem dann das 2. Obergeschoss – der Turm – entstand und vermutlich die Stufengiebel, erfolgte 1905.
Man nannte das Gebäude jetzt das "Haus des Apothekers", was auf den ersten Nutzer hindeutet. Bei dem Ausbau entstanden Anbauten an der West- und Südseite sowie große Fenster. Der Nordturm muss schon lange zuvor abgerissen und durch eine Verlängerung der Wohnräume im Erdgeschoss ersetzt worden sein.
Nach 1995 bemühte sich die Stadt um den zunehmend verfallenden Bau und ließ das Dach erneuern. Eine Nutzungsmöglichkeit ergab sich allerdings nicht. Lange Zeit prüfte die Stadt, ob das Museum oder eine Galerie einziehen sollen. Die Stadt entschied sich dann aber für das Gebäude der ehemaligen Domschule als Sitz für das Museum. Für eine zusätzliche Galerie fehlte das Geld. So kam es schließlich zum Verkauf des Bischofsschlosses an einen Privatmann. Seine Umbaupläne erwiesen sich als nicht realisierbar, so dass er das Gebäude Mitte 2009 wieder verkaufte.

## Sanierung des Schlosses

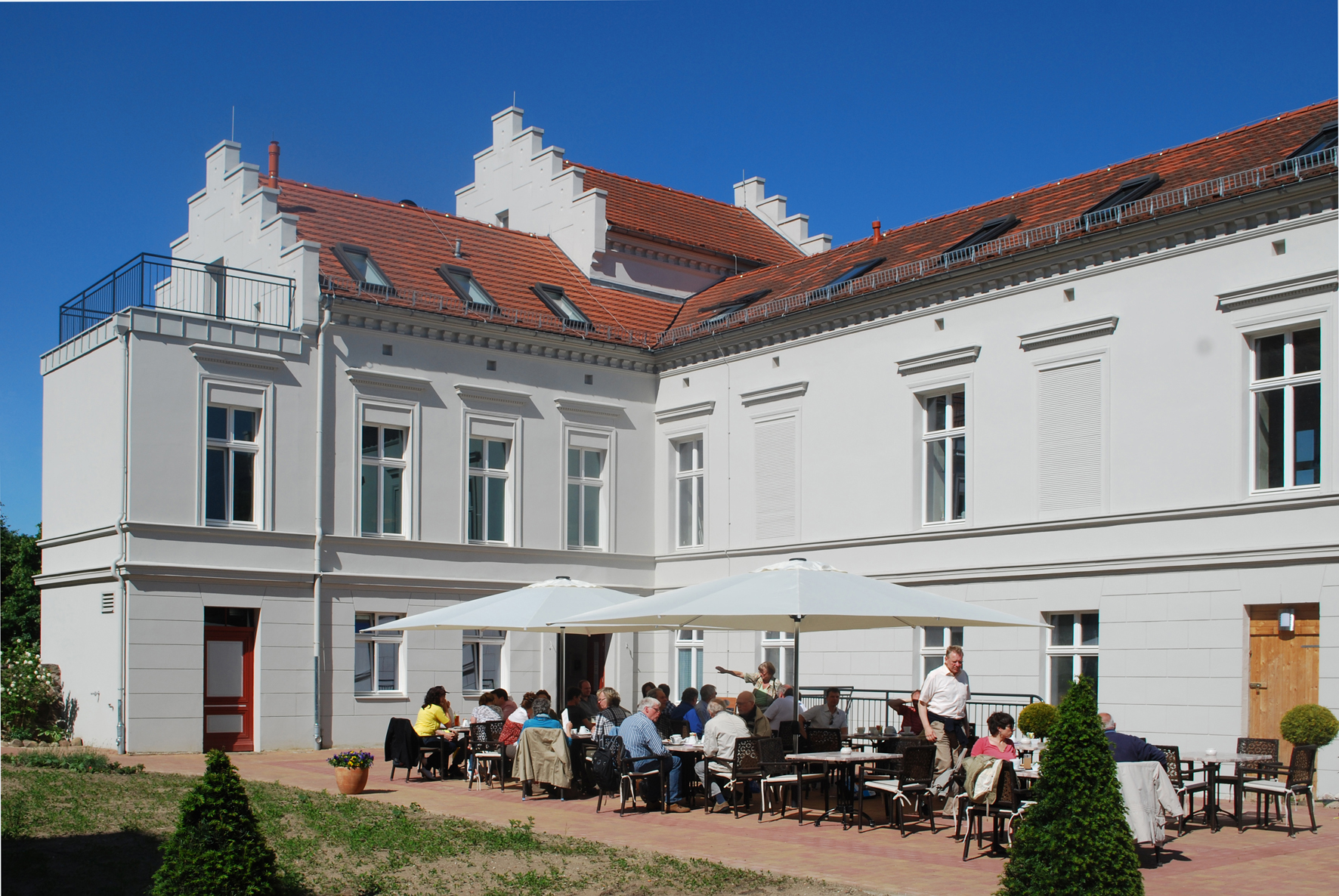
Restaurant und Café Bischofsschloss, Terrasse (2013)

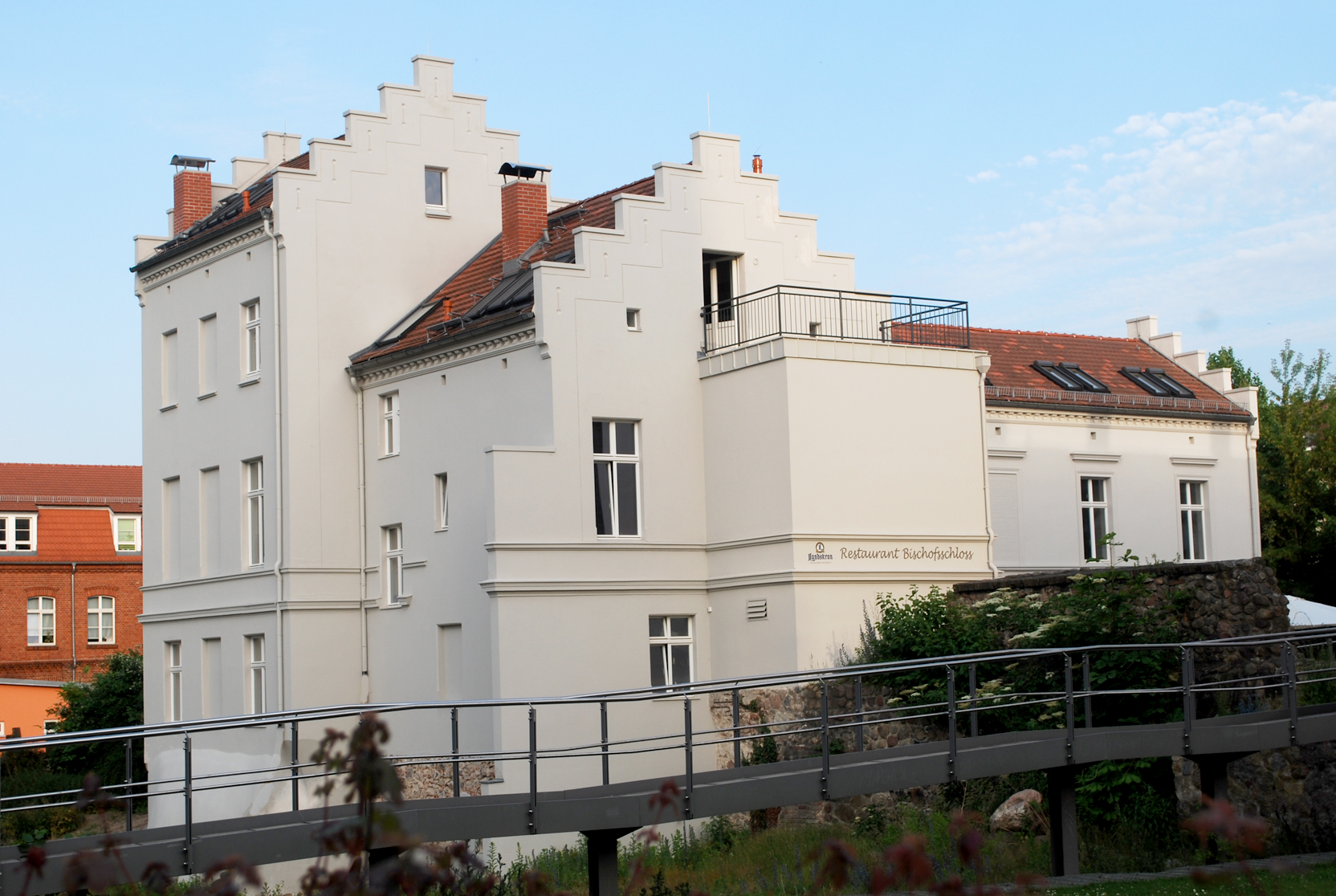
Restaurant und Cafe Bischofsschloss, Zugang vom Domplatz (2013)

Unter neuen Eigentümern wurde das Gebäude 2011/2012 saniert und im Erscheinungsbild von 1900 restauriert. Dabei entstanden vier Wohnungen, ein Fotostudio sowie ein Restaurant mit regionaler Küche. Der historische Gewölbekeller und der Sockel des ehemaligen Turms mit seinen bis zu drei Meter dicken Wänden sind authentisch erhalten und werden für Veranstaltungen und Trauungen des Fürstenwalder Standesamtes genutzt.